# 尼御前サービスエリア
尼御前サービスエリア（あまごぜんサービスエリア）は、石川県加賀市美岬町にある北陸自動車道のサービスエリアである。

## 施設

### 上り線（米原・小浜方面）
- 駐車場
  - 大型 25台
  - 小型 85台
- トイレ
  - 男性 大9（和式1・洋式8）・小20
  - 女性 20（和式2・洋式18）
    - 同伴の男児用 1

  - 車椅子用 1
- ガソリンスタンド（apollostation（西日本宇佐美）、24時間）
- 給電スタンド（24時間）
- バス停留所（尼御前バスストップ）
- レストラン（近鉄リテーリング[2]、7:00 - 22:00）
- スナック（近鉄リテーリング、24時間）
- ショッピング（近鉄リテーリング、24時間）
- エルパン・カフェ（平日9:00 - 18:00、土曜・日曜・祝日9:00 - 19:00）
- 自動販売機
- ハイウェイ情報ターミナル
- インフォメーション（平日9:00 - 18:00、土曜・日曜・祝日9:00 - 19:00）
- FAXサービス（平日9:00 - 18:00、土曜・日曜・祝日9:00 - 19:00）
- 郵便ポスト（加賀郵便局）

### 下り線（富山・新潟方面）
- 駐車場
  - 大型 22台
  - 小型 109台
- トイレ
  - 男性 大9（和式1・洋式8）・小20
  - 女性 21（和式2・洋式19）
    - 同伴の男児用 1

  - 車椅子用 1
- ガソリンスタンド（ENEOS（ENEOSウイング）、24時間）
- 給電スタンド（24時間）
- バス停留所（尼御前バスストップ）
- フードコート（北前船のカワモト[2]、7:00 - 22:00）
- スーベニアショップ（北前船のカワモト、24時間）
  - 特設販売（北前船のカワモト、9:00 - 18:00）
- ファミリーマート（24時間）
  - イーネットATM（北國銀行管理）
- 自動販売機
- ハイウェイ情報ターミナル
- インフォメーション（平日9:00 - 18:00、土曜・日曜・祝日8:00 - 18:00）
- FAXサービス（平日9:00 - 18:00、土曜・日曜・祝日8:00 - 18:00）
- ぷらっとパーク（24時間、一般道からの駐車スペース 6台）

### 尼御前バスストップ
SA内に設置されていた高速バス停留所。2024年6月までは北陸道ハイウェイバス金沢線が、同年10月までは北陸道青春昼特急大阪号と百万石ドリーム大阪号（ともに西日本ジェイアールバス運行）が停車していた。
- アクセスはJR・IRいしかわ鉄道加賀温泉駅よりキャン・バス（加賀周遊バス）で「尼御前岬」バス停下車。かつては加賀温泉バス橋立循環線の「美岬（みさき）」バス停が最寄りだったが、2008年（平成20年）4月に路線廃止になった。

### 尼御前SAスマートIC
尼御前SAでは2005年（平成17年）6月1日から同年8月31日までの3か月間、スマートICの社会実験としてETC専用出入口が上下線に開設されていた。
上下線ともに、軽自動車・普通車・中型車・大型車・特大車（二輪車・トレーラーを除く）の流出入が可能となっており、運用時間は6:00 - 20:00であった。
なお、同SAからは石川県道148号小塩潮津線に接続していた。

## その他

### 名称の由来

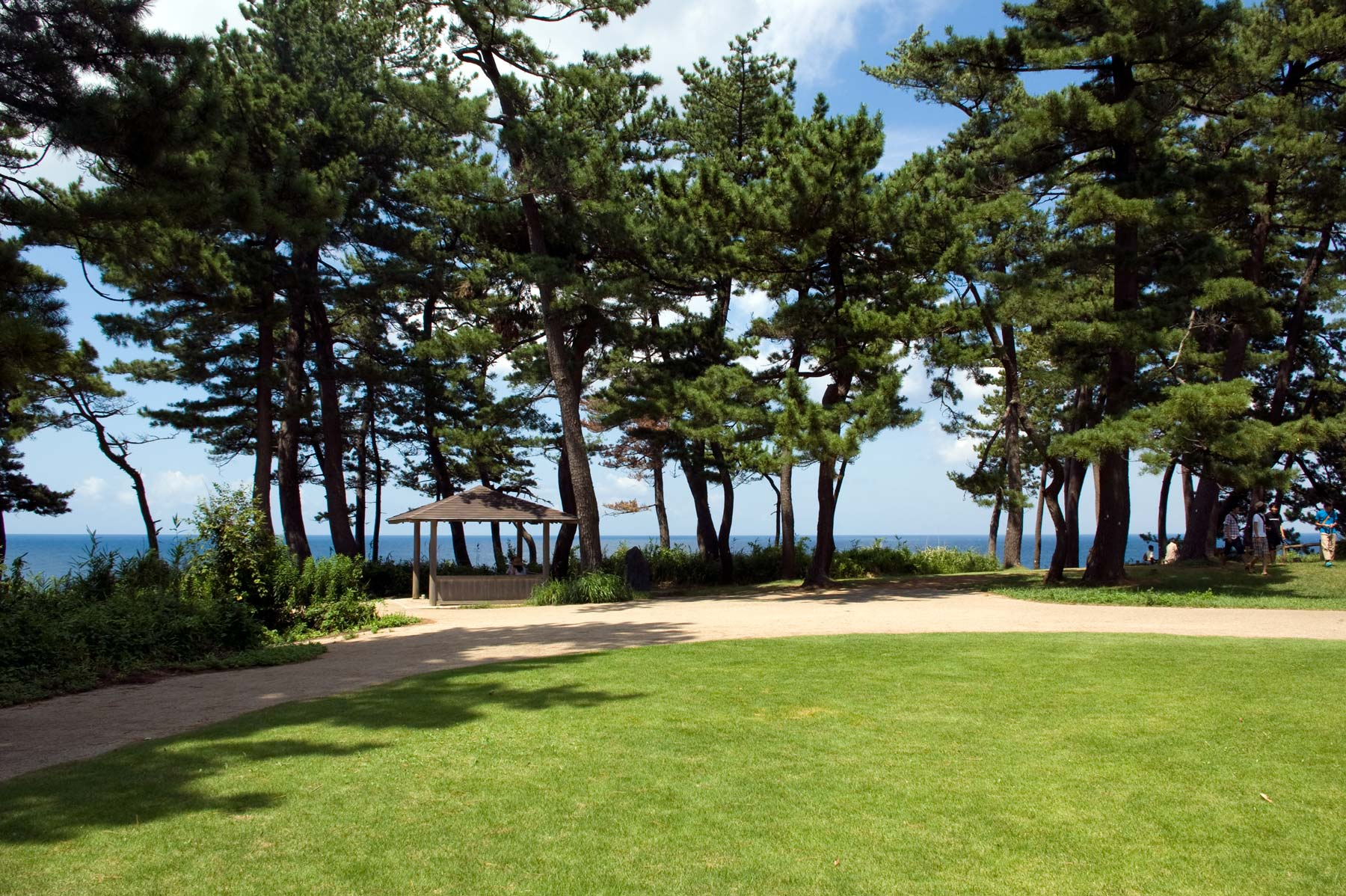
尼御前岬

尼御前の名称は、SAに隣接する「尼御前岬」から。「尼御前」は源義経の従女として義経一行の奥州行きに同行していたが、難所として知られていた安宅関超えに際して「女の私がいては足手まといになる」と身を案じてこの岬から身を投げたという伝説が残っている。新潟方面SAには岬への歩行者用の出入口があり、徒歩ですぐに行くことができる。

## 隣
E8 北陸自動車道
(12)加賀IC - 尼御前SA - (13)片山津IC